# Magnetband

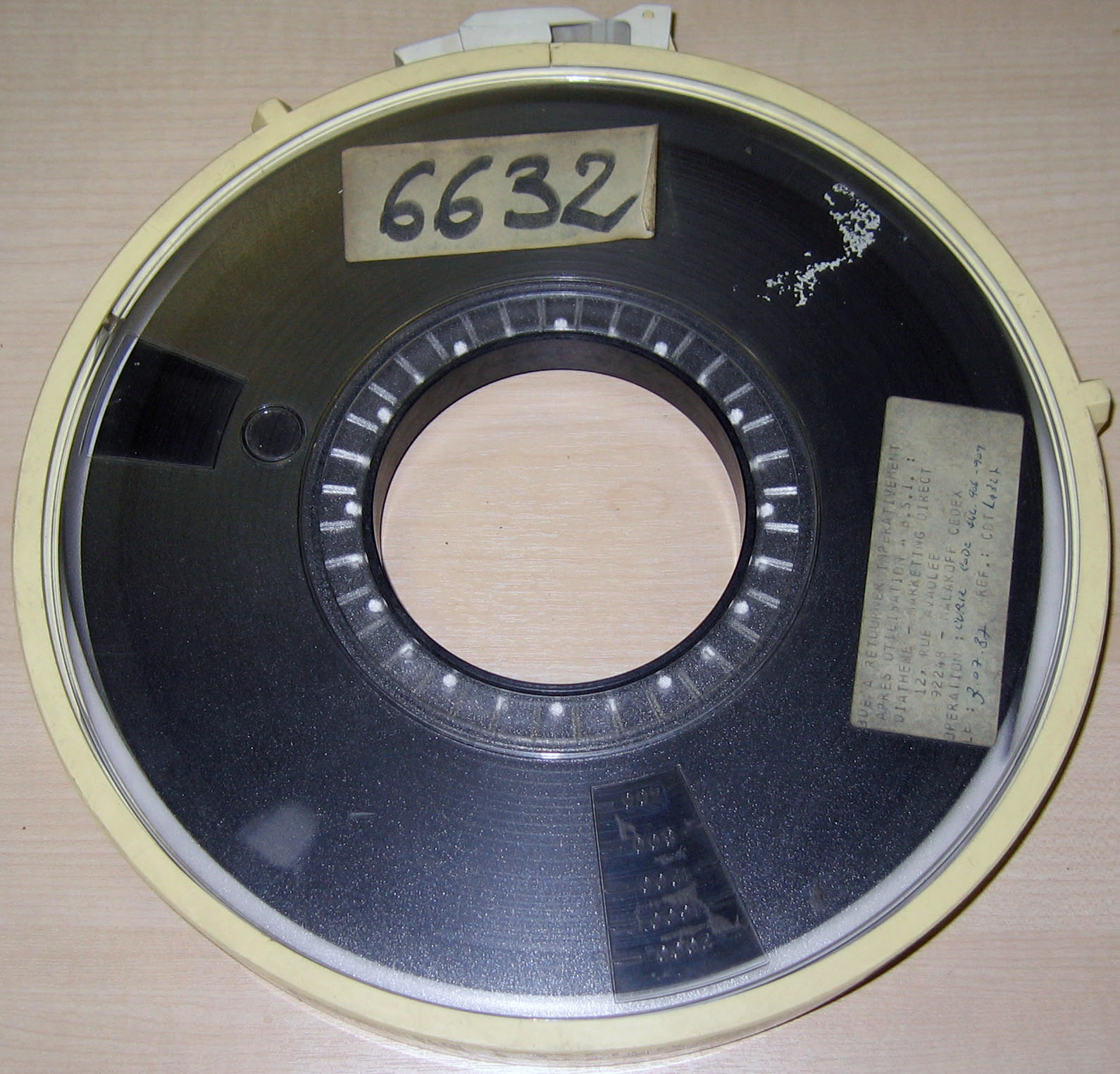
Magnetbandsrulle

Magnetband består av en tunn plastfilm med ett ännu tunnare magnetiskt skikt på ena sidan, på vilket data kan lagras med hjälp av magnetism. Den magnetiskt lagrade datan kan avläsas och reproduceras som en analog signal (till exempel ljud eller video) eller som en digital signal.
Magnetband används bland annat vid säkerhetskopiering av stora mängder data, i bandspelare och kassettbandspelare för ljud samt i videobandspelare och bandspelare för TV-kameror. För ljud och bild används numera oftast andra media.